# Логор Флосенбирг
Концентрациони логор Флосенбирг је  логор (КЦ) безбедносних одреда (СС) нацистичке Немачке, у Баварској, у близини града Флоссенбург, на граници са савременом Чешком (бивша Чехословачка) .
СС логор је основан маја 1938. године, а налазио се на малој планинској висоравни на надморској висини од 800 метара. Током постојања логора смрти, кроз њега је прошло око 96.000 затвореника, од којих је више од 30.000 умрло. Од новембра 1941. године, мртви у логору за ратне заробљенике - Шталаг XIII Б, на захтев бургомастер-а града Вајдена, у крематоријуму концентрационог логора Флосенбирг, спаљено је око 80 000 људи [2]. Камп је имао 75 огранака широм Трећег рајха. У медијима су се појавили извештаји да су регистрационе књиге овог концентрационог логора недавно пронађене у америчком Националном архиву (Вашингтон).

## Историја

### Предратни период
У почетку је СС логор био коришћен за држање антисоцијалних елемената, комуниста и затвореника, премештених из других логора због антинацистичких активности, као затвореника. Коришћени су као радна снага за рад у СС гранитним каменоломима, а место за камп изабрано је због близине налазишта гранита на којима су затвореници радили до 1942. године.

## Други светски рат
Избијањем Другог светског рата тешки рад већине затвореника почео је да се користи у производњи оружја и његових компонената за потребе оружаних снага нацистичке Немачке, на пример за рад у Хеинкел-у , Месерсшмит и друге фабрике. Систем концентрационог логора проширен је на рачун додатних 100 тачака усредсређених на предузећа јужне Немачке и западне Чешке .
Током Другог светског рата, већина затвореника ушла је у логор са окупираних источних територија Трећег рајха. Затвореници су живели у 16 великих барака у логору. Крематоријум се налазио у долини. У септембру 1939. године, 1.000 политичких затвореника пребачено је из логора Дахауа у Флосенбург.
1941. - 1942. у логор је ушло око 1.500 пољских затвореника, углавном припадника пољског отпора. У јулу 1941. стражари логора стрељали су њих 40. Између фебруара и септембра 1941. године, убијена је око трећина пољских затвореника који су ушли у логор.
Током Великог отаџбинског рата 15. октобра 1941. године, прва група совјетских ратних заробљеника ушла је у концентрациони логор. До краја године убијено их је 1000. Током читавог периода рада логора совјетски ратни заробљеници и даље су убијани. Конкретно, у октобру 1943. генерал-мајор Василиј Прохоров претучен је до смрти. Потом је добио смртну инекцију и послат у крематоријум. 1. маја 1944. године дошло је до побуне совјетских ратних заробљеника и покушаја масовног бекства. Неколико стражара је убијено, али је устанак сурово сузбијен: око 200 људи је умрло од рана и опекотина, 40 вођа устанка је погубљено.
Од 1. септембра у Флоссенбургу су почели да обучавају чуваре за женске концентрационе логоре који су се налазили у Дрездену, Нирнбергу, Нојштату и бројним другим градовима. До 1945. године у систему логора у Флосенбургу било је око 40.000 затвореника, од којих су 11.000 биле жене.
До краја рата, стопа убијања затвореника достигла је такве размере да крематоријум логора више није могао да се носи са теретом, па су тела затвореника бацана у јарке и депоније, поливана бензином и спаљивана. Истовремено је у кампу постављено додатних 6 вешала.
Почетком априла 1945. године у логору су погубљени адмирал Цанарис и велики број учесника у завери против Хитлера. 20. априла, када су се америчке снаге приближиле кампу, власти су започеле присилну евакуацију 22.000 затвореника у Дахау, остављајући само оне који се више нису могли кретати. На путу до Дахауа, стражари су убили око 700 затвореника. Други део затвореника, успут је разоружао немачке стражаре и побегао у сусрет напредујућим совјетским трупама у Чехословачкој.
23. априла (2. маја) јединице 97. пешадијске дивизије америчке војске ушле су у концентрациони логор. У логору су пронашли око 1.600 ослабљених и исцрпљених затвореника.
Некадашњи логор смрти, од априла 1946, постао је амерички логор за 2.100 расељених лица Пољске - бивших радника, ратних заробљеника и затвореника концентрационих логора нацистичке Немачке, ослобођених у Аустрији. Последњи становници кампа напустили су логор у октобру 1947.

### Суд
Нирнбершки суд за ратне злочине прогласио је активности управе и стражара логором ратним злочином. Из извештаја Одељења за ратне злочине Војног тужилаштва Штаба 3. америчке војске:
„1941. године у логору Флосенбург изграђена је нова зграда намењена за 2.000 руских ратних заробљеника. Од ове две хиљаде затвореника преживеле су само 102 особе.
… Концентрациони логор Флосенбург најбоље се може описати као фабрика смрти. Иако је на први поглед главна сврха логора била употреба масовног ропског рада, имао је другу сврху - убијање људи употребом посебних метода приликом лечења затвореника. Глад и изгладњивање, садизам, лоша одећа, недостатак медицинске неге, болести, премлаћивања, вешала, смрзавање, принудна самоубиства, погубљења и тако даље, сви су играли главну улогу у постизању свог циља. Затвореници су убијани без разлике; честа су била намерна убиства Јевреја; инекције отрова, погубљења у потиљак били су свакодневни догађаји; бесне епидемије тифуса, којима је било допуштено да бесне, послужиле су као средство за истребљење затвореника; људски живот у овом логору није значио ништа. Убиство је постало уобичајено, толико уобичајено да су несрећне жртве једноставно дочекале смрт када је брзо дошла. "
12. маја 1946. године у Дахауу је почео суд за ратне злочине. Суђено је 46 бивших запослених у концентрационом логору. Њих 41 оптужен је за ратне злочине: мучење, малтретирање затвореника, убиства. 15 људи је осуђено на смрт, 11 на доживотни затвор, а остали на различите казне затвора од 1 до 30 година. Ослобођено је 5 лица.

## Музеј холокауста
22. јула 2007. године, на шездесет другу годишњицу ослобођења логора, у Флосенбургу је отворен Музеј холокауста. Церемонији су присуствовала 84 бивша затвореника, као и украјински председник Виктор Јушченко, чији је отац пет месеци био један од затвореника логора током Другог светског рата.

## Галерија
- Фото СС-логор Флосенбирг, април 1945 г.
- План СС-логора Флосенбирг
- СС-логор Флосенбирг, 1 мај 1945 г.
- Крематоријум, април—мај 1945 г.
- Крематоријум
- Мемориални Музеј Холокоста